# Рагино, Юлия Игоревна
Юлия Игоревна Рагино (род. 16 апреля 1970 года) — российский медик, специалист в области медицинской биохимии и патофизиологии, член-корреспондент РАН (2016).

## Биография
Родилась 16 апреля 1970 года.
В 1994 году — окончила Новосибирский государственный медицинский университет.
С 1995 года по настоящее время — работает НИИ терапии и профилактической медицины СО РАМН, а затем — НИИ терапии и профилактической медицины филиала Института цитологии и генетики СО РАН, в настоящее время — руководитель филиала.
В 2003 году — защитила докторскую диссертацию.
В 2009 году — присвоено учёное звание профессора.
В январе 2016 года — присвоено звание профессора РАН.
В октябре 2016 года — избрана членом-корреспондентом РАН.

## Научная деятельность
Специалист в области медицинской биохимии, патофизиологии, кардиологии.
Основные фундаментальные научные результаты:
- исследованы ключевые биохимические маркеры и механизмы формирования нестабильных атеросклеротических бляшек и их разных типов при атеросклерозе;
- разработаны способы ранней биохимической диагностики атеросклероза и оценки риска острого коронарного синдрома;
- предложены новые критерии оценки эффективности фармакологической коррекции заболевания;
- созданы и исследованы на экспериментальных животных моделях (in vitro, in vivo) новые комплексные липидснижающие соединения ингибиторов;
- показаны значимые антиатерогенные эффекты созданных соединений.

Автор и соавтор около 300 научных работ, ряда патентов и авторских свидетельств.
Под её руководством защищены 3 докторские и 14 кандидатских диссертаций.

## Награды
Почетные грамоты Президиумов РАМН и СО РАМН, администрации Новосибирской области, памятная юбилейная медаль СО РАН